# San Lorenzo del Vallo
San Lorenzo del Vallo er en by i Calabrien, Italien med 3.100 (2023) indbyggere.